# Rezerwat przyrody Wydmy między Dźwirzynem a Grzybowem
Rezerwat przyrody Wydmy między Dźwirzynem a Grzybowem – florystyczny rezerwat przyrody położony na terenie gminy Kołobrzeg w powiecie kołobrzeskim (województwo zachodniopomorskie).
Obszar chroniony utworzony został 8 lipca 2017 r. na podstawie Zarządzenia Regionalnego Dyrektora Ochrony Środowiska w Szczecinie z dnia 21 czerwca 2017 r. w sprawie uznania za rezerwat przyrody „Wydmy między Dźwirzynem a Grzybowem” (Dz. Urz. Woj. Zach. z 2017 r., poz. 2734).

## Położenie
Rezerwat ma 14,20 ha powierzchni; w całości pod ochroną czynną. Znajduje się na terenie obszarów ewidencyjnych Dźwirzyno i Grzybowo, sięga od połowy plaży do lasu za wybrzeżem. Jest położony na terenach chronionych w ramach programu Natura 2000: obszarze specjalnej ochrony ptaków „Wybrzeże Trzebiatowskie” PLB320010 i obszarze mającym znaczenie dla Wspólnoty „Trzebiatowsko-Kołobrzeski Pas Nadmorski” (PLH320017).

## Charakterystyka
Celem ochrony rezerwatowej jest „zachowanie typowych zbiorowisk roślinnych wydmy białej i wydmy szarej wraz z licznymi populacjami rzadkich i chronionych gatunków roślin”. Rezerwat zawiera dwa obszary siedlisk chronione prawem unijnym, stanowiące dla Pomorza Zachodniego typowy, choć zanikający, układ roślinności: fragment wydm białych (z zespołem piaskownicy zwyczajnej i wydmuchrzycy piaskowej Elymo-Ammophilietum arenarie), przechodzących w wydmy szare (zespół psammofilnej murawy z kocankami i jasieńcem Helichryso-Jasionetum litoralis), a dalej od wybrzeża bór sosnowy i fragmentami bór bażynowy. W miejscach dużego nasłonecznienia na stykach wydm białych i szarych tworzą się także wrzosowiska z poduchami bażyny czarnej (Empetrum nigrum). Na wydmach występują również 3 gatunki gruszyczek Pyrola sp., tajęża jednostronna (Goodyera repens), widłak goździsty (Lycopodium clavatum), korzeniówka (Monotropa hypopitys), chrobotek (Cladonia sp.) i inne typowo wydmowe gatunki.